# (22309) 1990 VO4
(22309) 1990 VO4 est un astéroïde de la ceinture principale d'astéroïdes découvert en 1990.

## Description
(22309) 1990 VO4 a été découvert le 15 novembre 1990 à l'observatoire de La Silla, au Chili, par Eric Walter Elst.

### Caractéristiques orbitales
L'orbite de cet astéroïde est caractérisée par un demi-grand axe de 2,76 UA, un périhélie de 2,42 UA, une excentricité de 0,12 et une inclinaison de 7,78° par rapport à l'écliptique. Du fait de ces caractéristiques, à savoir un demi-grand axe compris entre 2 et 3,2 UA et un périhélie supérieur à 1,666 UA, il est classé, selon la JPL Small-Body Database, comme objet de la ceinture principale d'astéroïdes.

### Caractéristiques physiques
(22309) 1990 VO4 a une magnitude absolue (H) de 15,2 et un albédo estimé à 0,157.